# 颱風巴蓬 (2014年)
颱風巴蓬（英語：Typhoon Phanfone，國際編號：1418，聯合颱風警報中心：WP182014，菲律賓大氣地球物理和天文管理局：Neneng）為2014年太平洋颱風季第十八個被命名的風暴。「巴蓬」一名是由老撾提供，是當地的一種動物。

## 發展過程
2014年9月26日，一個低壓區在科斯雷東方海面上生成。下午2時，美國海軍研究實驗室給予擾動編號99W。下午11時，聯合颱風警報中心對其在24小時內形成為熱帶氣旋的機會給予「LOW」的評級。
9月27日上午2時，聯合颱風警報中心對其評級提升為「MEDIUM」。同時，日本氣象廳將其評為低壓區。上午6時30分，聯合颱風警報中心對其發佈熱帶氣旋形成警報，並對其評級提升為「HIGH」。
9月28日上午4時30分，聯合颱風警報中心對其撤銷熱帶氣旋形成警報，並對其評級降為「MEDIUM」。下午2時，聯合颱風警報中心對其再次發佈熱帶氣旋形成警報，並對其評級提升為「HIGH」。下午8時，日本氣象廳將其升格為熱帶低氣壓。
9月29日上午2時，聯合颱風警報中心將其升格為熱帶低氣壓，並給予編號18W。上午5時，日本氣象廳對其發出烈風警報。上午8時，聯合颱風警報中心將其升格為熱帶風暴。下午2時，日本氣象廳將其升格為熱帶風暴，並命名為巴蓬。同時，中央氣象台將其升格為熱帶風暴。中央氣象局亦將其升格為輕度颱風。
9月30日下午8時，中央氣象台將其升格為強熱帶風暴。
10月1日上午2時，日本氣象廳將其升格為強烈熱帶風暴。上午8時，聯合颱風警報中心將其升格為颱風。下午2時，日本氣象廳對其發出颱風警告。下午8時，日本氣象廳將其升格為颱風。同時，中央氣象局將其升格為中度颱風。
10月2日上午7時，巴蓬進入香港天文台的責任範圍，香港天文台將其強度評級為颱風。上午8時，中央氣象台將其升格為強颱風。上午10時，香港天文台將其升格為強颱風。
10月4日上午6時，香港天文台將其升格為超強颱風，但於同日晚上10時將其降格為強颱風。
10月6日上午4時，香港天文台將其降格為颱風。上午7時，巴蓬於日本靜岡縣濱松市附近登陸。上午8時半，巴蓬於靜岡縣沼津市附近登陸。下午2時，日本氣象廳將其降格為強烈熱帶風暴。同時，聯合颱風警報中心將其降格為熱帶風暴，並對其發出最後的警報。中央氣象台亦將其降格為強熱帶風暴。下午8時，日本氣象廳、中央氣象台和香港天文台認為巴蓬已經轉化為一股温帶氣旋。然而巴蓬轉化後向東面長驅直進，橫越國際換日線，更再度增強；結果於10月12日移至阿拉斯加州一帶，才真正減弱消散。

## 影響

### 菲律賓
10月3日上午11時，菲律賓大氣地球物理和天文管理局將已進入責任範圍的巴蓬命名為Neneng，並發佈第一報熱帶氣旋資訊。
10月4日上午5時，菲律賓大氣地球物理和天文管理局對其發佈最後一報熱帶氣旋資訊。

### 日本

颱風巴蓬登陸本州的一刻

巴蓬於10月4日晚上開始影響日本，日本南部沿岸地區捲起大浪，部分地區吹起大風。在沖繩縣，1個美國士兵在風暴中死亡，另有10人受傷，2人失蹤，近1萬間房屋損毁。受巴蓬影響，原定於10月5日舉行的2014年日本大獎賽被迫中斷，受大雨影響，艾德里安·苏蒂尔的賽車發生事故，當吊車前往援救時，儒勒·比安奇撞上吊車，頭部遭到重創，目前在三重縣津市的三重大學綜合醫院接受治療。在2015年7月17日，比安奇終告傷重不治。
於巴蓬吹襲期間，造成11人死亡，2人失蹤，同有11人受傷。

## 外部連結
- （日語）日本氣象廳首頁 （页面存档备份，存于）
- （英文）聯合颱風警報中心首頁 （页面存档备份，存于）
- （简体中文）中央氣象台首頁
- （繁體中文）中央氣象局首頁 （页面存档备份，存于）
- （繁體中文）香港天文台首頁 （页面存档备份，存于）
- （繁體中文）澳門地球物理暨氣象局首頁 （页面存档备份，存于）
- （英文）菲律賓大氣地球物理和天文管理局首頁 （页面存档备份，存于）